# جو کای بو کاراته
- جوکای دو کاراته دو ایران (ju kai Do karate do iran)

```
جوکای دو ، از سه رشته رزمی 
کاراته
، 
بوکس
 و 
جودو
 که نشات گرفته از تجریبات کانچو علی اکبر دهنوی می‌باشد به وجود آمده است.جوکای دو در واقع یکی از رشته های کاراته است
```

در حال حاضر مسابقات این رشته در سه سبک سمی کنتاکت، لایت کنتاکت، فول کنتاکت برگزار می شود  
کمربند ها در این رشته به صورت زیر می باشد:سفید،نارنجی ،  آبی ،زرد ،سبز ،قهوه ای،مشکی دان ۱،مشکی دان ۲ ،مشکی دان ۳ ،مشکی دان ۴ ،مشکی دان ۵ ،مشکی دان ۶ ،مشکی دان ۷،مشکی دان ۸ ،مشکی دان ۹ ،مشکی دان ۱۰ 
مرام نامه
۱:تلاش می‌کنیم تا با درک و فهم جوکای دو کاراته جسم و روح خود را پرورش دهیم تا با روحی استوار داشته و راه حقیقی کاراته را بپیمائیم
۲:با نهایت فروتنی به استادان و ارشد های خود احترام می‌گذاریم.
۳:همیشه خداوند بزرگ را حاضر و ناظر بر اعمال خود می‌بینیم؛ و هرگز انسانیت را فراموش نمی‌کنیم.
۴:همیشه از خشونت می پرهیزیم 
۵:دست ضعیفان که برای یاری بسوی ما دراز شده را می‌گیریم.
۶:مقررات جوکای دو کاراته و انضباط را سر لوحه کار خود قرار می‌دهیم.